# Novaja Ladoga

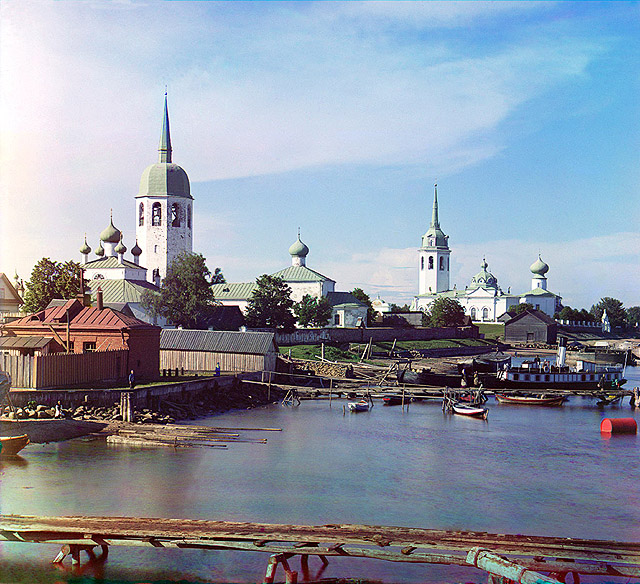
Vista di Novaya Ladoga nel 1911.

Novaja Ladoga (in russo Новая Ладога?), è una città della Russia, che si trova nell'Oblast' di Leningrado, a est di San Pietroburgo, situata sulla riva sinistra del fiume Volchov, al suo immettersi nel Lago Ladoga. La località, fondata nel 1702, su ordine di Pietro il Grande durante la Grande guerra del Nord, ricevette nel 1704 lo status di città.
Durante la Seconda guerra mondiale, fu un punto strategico durante l'Assedio di Leningrado, in particolare come punto di transito della Strada della Vita.